# Torre Ángela
La Torre Ángela es un edificio de la ciudad de Córdoba, Argentina. Se halla en pleno centro de la ciudad, en la calle 27 de Abril 370. Alcanza los 110 metros de altura y tiene 30 plantas. Su construcción fue terminada en 1984.

## El edificio
El diseño del edificio estuvo a cargo del arquitecto Rafael A. Mansilla y asociados. Las obras de construcción comenzaron en el ‘80, concretándose en el año 1983.
Se construyó usando encofrados metálicos que eran novedad en cuanto a técnica constructiva en esos años.
Es propiedad de una sociedad de accionistas. En total, tiene 120 departamentos que se usan como domicilios particulares y como oficinas comerciales diversas. Actualmente de sus 120 departamentos unos 100 se encuentran ocupados. Se estima que habitan el edificio cerca de 400 personas.
La edificación cuenta en sus cuatro costados con espacio libre. 
La torre tenía un helipuerto en su terraza cuando se inauguró. Ahora, sólo tiene antenas (por lo que cuenta con aleros como protecciones para evitar las caídas de las mismas).

Sus 110 metros de altura finales (y sus 30 pisos) la ubicaron por más de 25 años como el «edificio más alto en toda la Ciudad de Córdoba»’.

## Ícono de la ciudad
La silueta de la Torre Ángela —insigne obra arquitectónica— más allá de las discrepancias en cuanto a su gusto popular, se ha convertido en un hito referencial e icono de la ciudad.
Se la puede identificar fácilmente desde diversos puntos de la ciudad, como la plaza San Martín, la Costanera o el paseo de la Intendencia (que se encuentra muy próximo a la torre), entre muchos otros lugares.

## Actualidad
Con el transcurrir de los años, en la ciudad se construyeron unos doscientos edificios, pero ninguno de ellos logró sobrepasar los 110 metros de la Torre Angela, hasta hace unos años, en el que la construcción del Torres Capitalinas (aún en ejecución cuenta con 128 m y 37 pisos) pasó a ocupar el lugar de edificio más alto en la Ciudad, relegando a la Torre Ángela al segundo puesto.
Es por ello que en la actualidad, esta Torre es el segundo edificio más alto de Córdoba después del Complejo Capitalinas.

### Puntos de vista
Ante la consulta de por qué no se construyen edificaciones más altas en Córdoba, las opiniones están divididas. Algunos especialistas argumentan que al tratarse de una zona sísmica es preferible evitar superar los 25 pisos. Aunque el argumento es debatible, debido a que zonas sísmicas como Japón han podido desarrollar la arquitectura en altura de manera impresionante.
El otro aspecto que se apunta pasa por las limitaciones municipales. Impuestas como parte de la política de preservación arquitectónica de la ciudad, en determinadas zonas impiden las torres de más de tres pisos. 
Arquitectos han planteado que no se edifica en altura porque Córdoba tiene un estilo marcadamente bajo, similar al de algunas ciudades europeas.
La capacidad de la infraestructura de servicios, básicamente cloacas, es otro factor a tener en cuenta. Una torre de altura tendría su lugar natural en Nueva Córdoba o en microcentro (los barrios que mayor cantidad de edificios concentran) y allí ya no hay resto de la red cloacal para garantizar el servicio.

## En la cultura
En la cultura popular cordobesa, la Torre Ángela, como a muchas otras referencias urbanas, fue plasmada en cuadros, pinturas, innumerables fotografías de aficionados; o en la música, como lo hizo La banda cordobesa Química Abreu, quien le dedicó un tema musical.

## Galería de imágenes

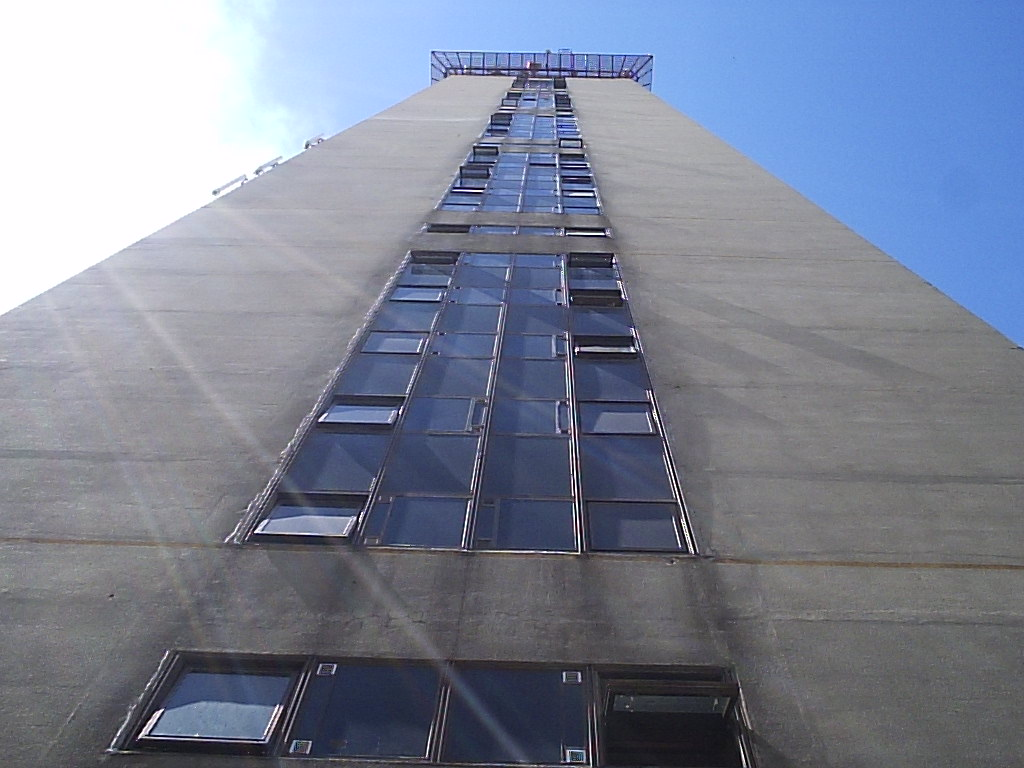
Torre Ángela desde su entrada
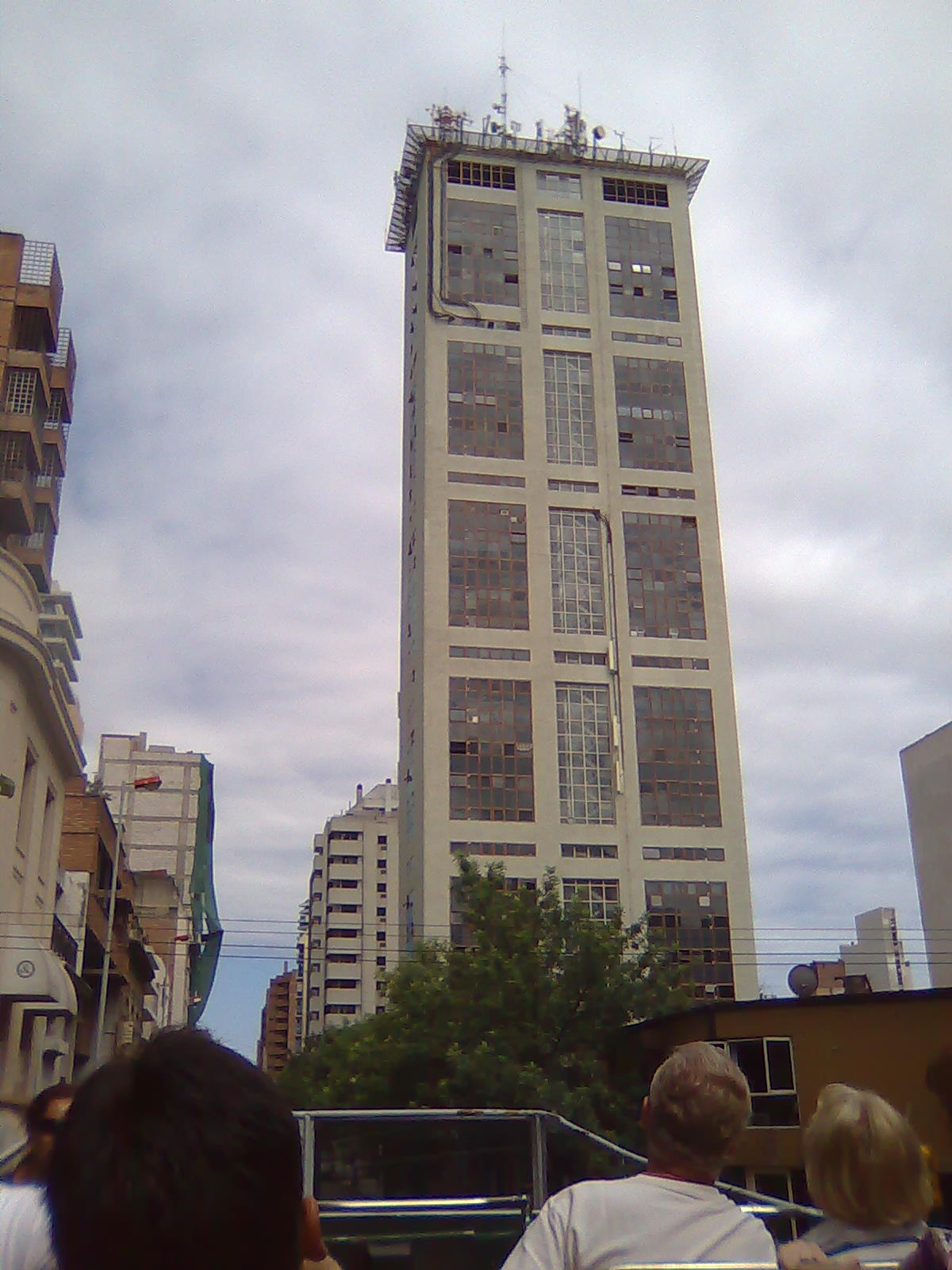
Torre Ángela, turistas en un city tour observan su silueta
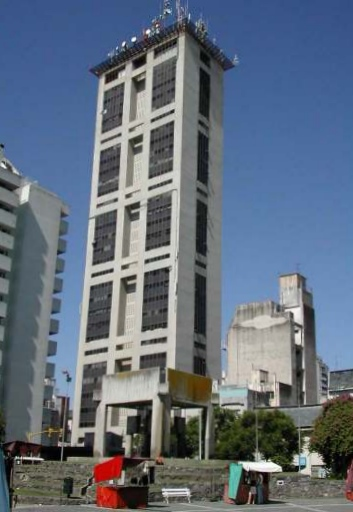
La Torre vista desde la Plaza Italia
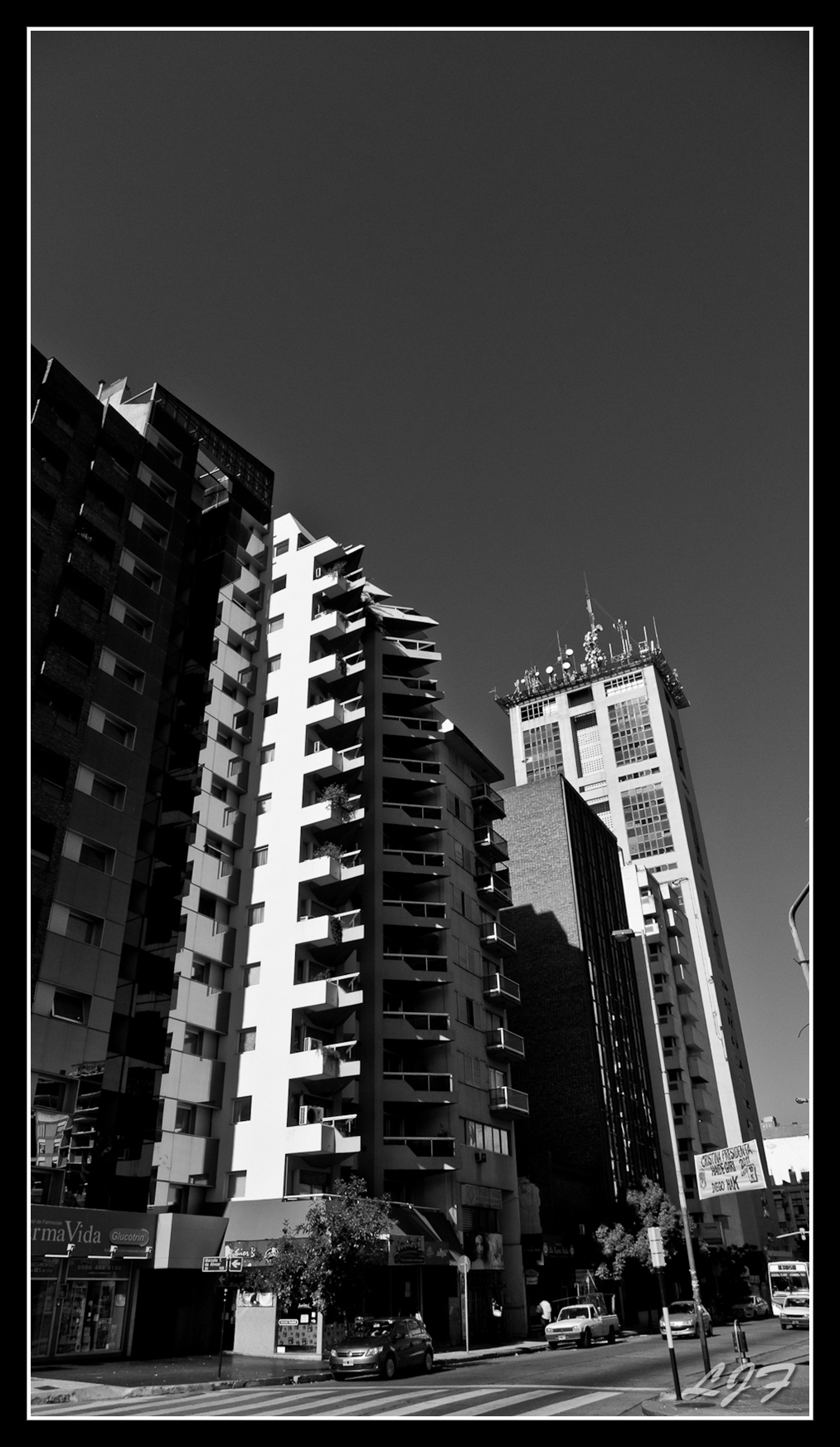
Vista desde la esquina de La Cañada y calle 27 de Abril
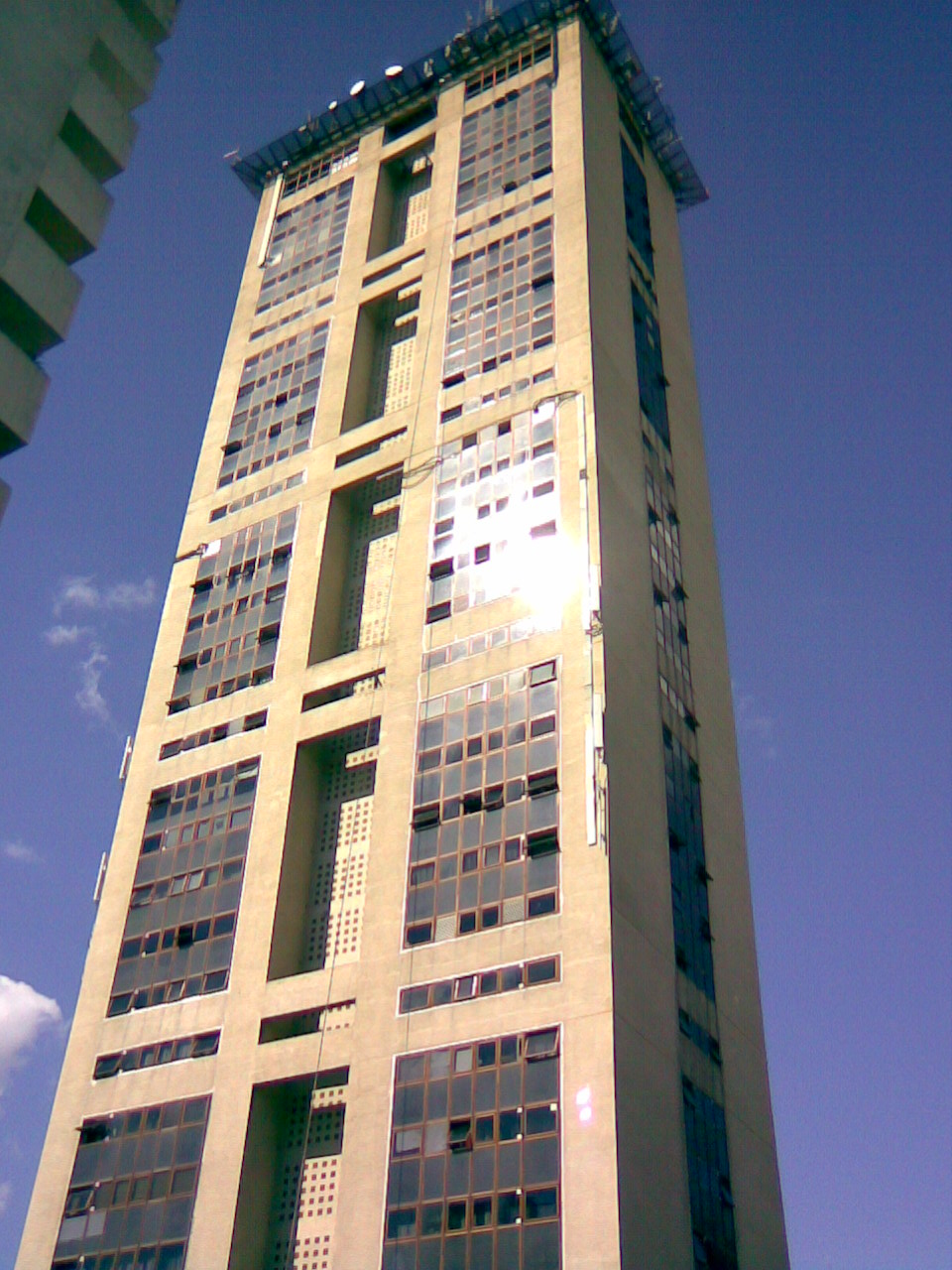
Otra vista de la Torre Angela